# Merchandising
Merchandising-ul (Mercantizare) cuprinde suma metodelor, practicilor și operațiunilor întreprinse în scopul promovării și susținerii activității comerciale la punctul de vânzare, în scopul optimizării vânzărilor.
Merchandisingul este un termen anglo-saxon al cărui traducere propusă în
franceză este „merchandisage” ( „mercantizare” ).
Termenul „merchandising” este compus din substantivul „merchandise” care
semnifică, într-un sens larg, marfa, și radicalul „ing” care exprimă acțiunea voluntară a
comerciantului de organizare a activității sale, în scopul rentabilizării magazinului.
Asociației Naționale de Marketing din SUA merchandisingul reprezintă
„totalitatea tehnicilor și previziunilor necesare pentru a se vinde marfa potrivită la
locul potrivit, în cantitățile potrivite,la timpul potrivit și prețul potrivit”. Este vorba de
așa numita regulă a celor 5 R:
- R – the Right merchandise ( marfa potrivită )
- R – at the Right place (…la locul potrivit )
- R – at the Right time ( …la timpul potrivit)
- R – in the Right quntities ( …în cantitățile potrivite)
- R – at the Right price (…la prețul potrivit)

## Legături externe
- „Mercantilizare” la DEX online